# Philadelphus zelleri
Philadelphus zelleri är en hortensiaväxtart som beskrevs av Shiu Ying Hu. Philadelphus zelleri ingår i släktet schersminer, och familjen hortensiaväxter. Inga underarter finns listade i Catalogue of Life.